# Kaufmann's
Kaufmann's was een warenhuisketen uit Pittsburgh, Pennsylvania .
De winkel was begin 20e eeuw eigendom van Edgar J. Kaufmann, beschermheer van het beroemde Fallingwater-huis. In de jaren na de oorlog groeide de winkel uit tot een regionale keten in het oosten van de Verenigde Staten. Op het hoogtepunt telde de keten 59 winkels in 5 staten. Kaufmann's maakte deel uit van May Department Stores toen dat bedrijf op 30 augustus 2005 door Federated Department Stores werd overgenomen. Het bedrijf opereerde als onderdeel van de Filene's-divisie in Boston, Massachusetts.
Op 1 februari 2006 werd de Filene's-Kaufmann's-divisie ontbonden en werden de winkels overgebracht in de Macy's East-divisie en het nieuwe Macy's Midwest. Op 9 september 2006 doopte Macy's de Kaufmann's-filialen om, omdat Federated Department Stores alle voormalige merken van May Company onder die naam verder wilde voeren. In 2015 sloot en verkocht Macy's de iconische winkel in Pittsburgh voor herontwikkeling als onderdeel van de voortdurende reorganisatie van de eigen panden van het bedrijf. Core Realty of Philadelphia, de nieuwe eigenaar van het gebouw, heeft het voorgestelde pand voor gemengd gebruik "Kaufmann's Grand on Fifth" genoemd, ter ere van het historische pand.

## Geschiedenis
Kaufmann's werd in 1871 in Pittsburgh opgericht door de broers Morris, Jacob en Isaac Kaufmann als een kleine herenmodewinkel in South Side. In 1877 verhuisde de winkel naar het stadscentrum, naar een locatie die bekend werd als The Big Store. In de eerste helft van de 20e eeuw was de winkel eigendom van Edgar J. Kaufmann.
Een tijdlang was Kaufmann's het meest prominente van de zeven warenhuizen in het centrum van Pittsburgh, waaronder: Kaufmann & Baer, opgericht door neven van de oorspronkelijke oprichters van 'Kaufmann's' (in 1925 Gimbel Brothers geworden); Horne's; Boggs & Buhl; Frank & Seder's, Rosenbaum's en Boggs & Buhl in het Allegheny Center. 

### Gimbels
In 1913 kochten Morris Kaufmann en zijn zoon Edgar de overige familieleden uit en richtten Kaufmanns op. Isaac, Ludwig en Nathan Kaufmann gingen een partnerschap aan met Morris en Julius Baer om een nieuw warenhuis te openen, Kaufmann & Baer Co. Ze bouwden een 65.000 m² gebouw met 13 verdiepingen de hoek van Sixth Street en Smithfield in het centrum van Pittsburgh. De winkel werd geopend op 18 maart 1914 en adverteerde dat er 'geen enkele connectie was met een andere winkel'. Op 2 december 1925 kocht Gimbel Brothers het warenhuis Kaufmann & Baer Co., waarna de winkelnaam op 3 januari 1928 werd gewijzigd in Gimbels. 
Batus Inc., een tabaksconglomeraat, kocht in 1974 de hele Gimbels-keten. In 1986, na jaren van dalende verkopen, kondigde BATUS aan dat Gimbels te koop was. Omdat Batus geen koper voor de hele keten kon vinden, sloot het de verlieslatende Gimbels-Pittsburgh-divisie, sloot alle vestigingen en verkocht alle panden, met uitzondering van enkele van de winstgevende Gimbels-vestigingen in winkelcentra die waren omgedoopt tot Kaufmann-winkels.

### May Company
Terwijl Edgar J. Kaufmann aanbleef als president, werd de Kaufmann-keten in 1946 overgenomen door The May Department Stores Company uit St. Louis, Missouri. De  Kaufmann-divisie exploiteerde winkels in Pennsylvania, New York, Ohio en West Virginia. 
De Kaufmann-keten domineerde de regio en nam verschillende andere warenhuizen over, waaronder Strouss (1986) gevestigd in Youngstown, Ohio; Sibley's (1991) gevestigd in Rochester, New York; May Company Ohio (1992) gevestigd in Cleveland, Ohio (dat was gefuseerd met O'Neil's (1989) in Akron, Ohio); en in 1995 de resterende winkels van McCurdy's in Rochester en Hess's in Allentown, Pennsylvania.

### 21e eeuw
In 2002 werd het hoofdkantoor van de Kaufmann's-winkels in Pittsburgh gesloten en werden de ondersteunende diensten samengevoegd met die van de Filene's Department Stores in Boston. In 2005 stemde Federated Department Stores Inc. ermee in om May Department Stores Co. te kopen voor $11 miljard.

## Flagshipstore van Kaufmann
De vlaggenschipwinkel van Kaufmann's werd ontworpen door architect Charles Bickel en werd in 1887 gebouwd op 400 Fifth Avenue in het centrum van Pittsburgh. Bekend als The Big Store, onderging het in de daaropvolgende jaren nog verschillende uitbreidingen en renovaties. In 1916 ontwierpen de architecten Janssen en Abbott een grotere, met witte terracotta beklede toevoeging, met op de hoek een grote klok. 
Eind jaren 1920 gaf Edgar G. Kaufmann opdracht tot de herinrichting van de begane grond van het warenhuis. De lokale architect Benno Janssen en zijn partner William Cocken gingen de uitdaging aan om deze klus te klaren. Op een gegeven moment was het gebouw het grootste warenhuis in Pittsburgh met twaalf verdiepingen en omvatte een heel blok in het stadscentrum. Uiteindelijk werden het 13 verdiepingen en besloeg het 111.500 m². Kaufmann gaf Frank Lloyd Wright de opdracht om zijn directiekantoren op de bovenste verdieping van The Big Store te ontwerpen, evenals zijn landhuis Fallingwater (1934) in Pennsylvania. Het interieur van het kantoor werd bewaard en opnieuw geïnstalleerd in het Victoria and Albert Museum in Londen. Hij gaf architect Richard Neutra de opdracht om het  Kaufmann Desert House (1946) in Palm Springs, Californië te ontwerpen. 

### Kaufmanns klok

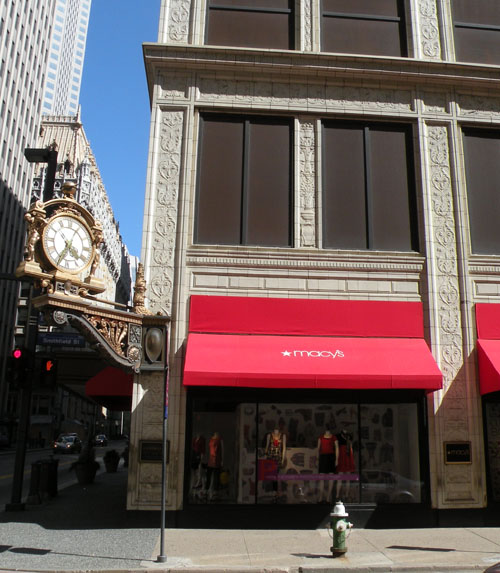
Kaufmann's klok in de flagshipstore

Kaufmanns vlaggenschip, de Big Store, had een markante klok buiten op de hoek van Fifth Avenue en Smithfield Street die er al stond sinds het gebouw voor het eerst werd gebouwd. De originele klok werd in 1887 geïnstalleerd en was vrijstaand met vier wijzerplaten. Met de uitbreiding van de winkel in 1913 werd de huidige klok geïnstalleerd. De klok is een icoon van Pittsburgh en wordt vaak afgebeeld in visueel materiaal dat de stad representeert en promoot. Het werd meteen een populaire ontmoetingsplek in het stadscentrum, met de veelgebruikte zin "Ontmoet me onder Kaufmanns klok." In 1983 was de klok het toneel van een politiek mediaspektakel tussen gemeenteraadslid "Jeep" DePasquale en raadslid Michelle Madoff, waarbij Madoff DePasquale uitdaagde om haar onder de klok te ontmoeten en een belofte na te komen nadat een belasting die zij voorstelde geld opbracht dat hij niet mogelijk achtte. Zowel het vlaggenschipgebouw van Kaufmann als de klok zijn aangewezen als historische monumenten van Pittsburgh. 
In 2013, ter gelegenheid van het 100-jarig jubileum van de klok, verkocht Macy's merchandise en versierde de etalages van de winkel langs Smithfield Street met foto's van de iconische klok uit de afgelopen jaren. Op één foto stonden de resultaten van een wedstrijd van de Pittsburgh Post-Gazette, waarbij lezers hun beste herinneringen aan 'Meeting Under Kaufmann's Clock' konden insturen. Macy's hield ook een weekend vol festiviteiten, waaronder een buurtfeest op Smithfield Street, voor de winkel. 

### Overnames en sluitingen
De vlaggenschipwinkel van Kaufmann kreeg een nieuwe naam nadat Macy's het moederbedrijf van Kaufmann in 2005 had overgenomen. Verschillende tradities van Kaufmann bleven behouden na de overname, waaronder de geanimeerde kerstetalages en Santa Land. In 2006 waren er nog steeds verschillende plaquettes van Kaufmann op het gebouw zichtbaar.
Op 13 juli 2015 maakte Macy's bekend dat het het pand in het stadscentrum werd verkocht aan Core Realty, waarmee het gebruik van het gebouw als warenhuis na 128 jaar op 20 september 2015 werd beëindigd. Er waren plannen om het gebouw te herontwikkelen voor gemengd gebruik.  Het pand zou ontwikkeld worden tot appartementen, restaurants en een hotel en zou eind 2017 heropend worden. Dit werd echter uitgesteld omdat het gebouw geen permanente stroombron had. In april 2020 was het project nog steeds niet voltooid en moest het aan een ander projectontwikkelaar worden verkocht. In 2020 kondigde Target Corporation aan dat ze tegen Kerstmis 2021 een vestiging van 22.000 vierkante voet op de eerste verdieping van het voormalige Kaufmann's-pand zouden openen.  Burlington Coat Factory nam in september 2023 de tweede verdieping over als huurder. In totaal zijn de bovenste verdiepingen herontwikkeld tot 311 appartementen en een parkeergarage met 410 plaatsen.